# David Ejoke
David Ejoke, né le 8 novembre 1939 à Umukwata, est un sprinteur nigérian.

## Carrière
David Ejoke est médaillé d'or du 200 mètres et médaillé d'argent du 100 mètres aux Jeux de l'Amitié en 1963 à Dakar. Médaillé d'argent du 200 mètres et du relais 4 x 100 mètres aux Jeux africains de 1965 à Brazzaville, il obtient la médaille de bronze du 220 yards aux Jeux de l'Empire britannique et du Commonwealth de 1966 à Kingston.
David Ejoke dispute le 200 mètres aux Jeux olympiques de 1964 et de 1968.